# 007: Quantum of Solace (jeu vidéo)
Pour le film de 2008, voir Quantum of Solace.
007: Quantum of Solace est un jeu de tir à la première personne (jeu de tir à la troisième personne pour Nintendo DS et PlayStation 2) basé sur les films Casino Royale et Quantum of Solace. Le jeu est sorti pour Microsoft Windows, Nintendo DS, PlayStation 2, PlayStation 3, Wii et Xbox 360. Le jeu est sorti le 31 octobre 2008 en Europe [2], le 4 novembre 2008 en Amérique du Nord [2] et le 19 novembre 2008 en Australie. [2] La sortie du jeu a coïncidé avec la sortie de Quantum of Solace. [3] Le jeu est le premier titre de James Bond publié par Activision; la société a acquis la licence de jeu vidéo de la franchise James Bond en 2006. [4] Le jeu est sorti sur Microsoft Windows, PlayStation 3, Wii et Xbox 360 développé par Treyarch, Beenox a porté les versions Microsoft Windows et Wii aux côtés de Treyarch, tandis que Vicarious Visions et Eurocom ont développé leurs propres versions pour Nintendo DS et PlayStation 2. Il est propulsé par le moteur IW 3.0. Il est le premier à présenter la voix et la ressemblance de Daniel Craig, ainsi que celles d'Eva Green, Judi Dench, Mads Mikkelsen, Olga Kurylenko et Mathieu Amalric. C'est également le seul titre James Bond publié par Activision à être développé principalement par un studio américain, car les derniers jeux Bond publiés par Activision seraient développés par les studios britanniques Eurocom (à Derby) et Bizarre Creations (à Liverpool).

## Système de jeu

### Wii
La version Wii du jeu propose jusqu'à 4 joueurs dans un multijoueur hors ligne à écran partagé. Le mode en ligne permet un maximum de 4 joueurs dans un choix de 4 modes: Conflict, Rush, Team Conflict et Team Rush. Ceux-ci ont des notes différentes pour chaque mode individuel. La version Wii utilise également des codes d'amis qui permettent aux joueurs de créer des parties uniquement pour eux-mêmes et leurs amis. Le mode en ligne utilise des Miis.

### Nintendo DS
La version DS du jeu est conçue différemment de ses homologues sur console. Le jeu se joue avec la DS tenue de côté et est à la troisième personne. Les mouvements de Bond sont contrôlés en faisant glisser le stylet autour de l'écran tactile. Les actions (telles que le tir d'une arme) sont effectuées en appuyant sur les icônes de l'écran tactile, tandis que les boutons de la DS sont relégués pour lancer principalement le combat au corps à corps. Il y a 6 armes dans cette version. L'histoire suivie de la version DS est également différente. Le personnage de Camille est complètement coupé, la mission d'ouverture au Domaine de White est remplacée par une simulation de formation au siège du MI6 et, après avoir combattu des gangs de rue en Bolivie, la mission finale et les combats de boss contre Greene et M. White ont lieu au Manoir de Guy Haines (une scène supprimée de la fin originale du film).

### PlayStation 2
La version PlayStation 2 du jeu est un jeu de tir à la troisième personne sur l'épaule, [5] un peu comme 007 : Quitte ou double. Cette version exclut les missions telles que "L'aéroport de Miami" et "Le Train", mais elle ajoute des missions telles que le niveau des quais.

### Multijoueur

#### Microsoft Windows, PlayStation 3 et Xbox 360
- Bond Versus: Un Bond joue contre six autres membres de l '«Organisation». Bond gagnera s'il désamorce deux des trois bombes, ou s'il élimine tous les membres de l'Organisation. Pour rendre le jeu plus équitable, Bond a deux vies, peut voir tous les ennemis et peut utiliser n'importe quel ensemble d'armes (alors que les membres de l'Organisation n'ont que 3 options de base). L'Organisation gagne si Bond meurt deux fois ou s'il ne peut désamorcer deux bombes dans le délai imparti.
- Conflit d'équipe: Match à mort par équipe de base du MI6 contre l '«Organisation».
- Golden Gun: Il s'agit d'un conflit standard pour tous, dont l'objectif principal est de marquer 100 points. Un point est marqué pour une mise à mort avec des armes normales, ou pour ramasser le pistolet d'or, tandis que les tués tout en tenant le pistolet d'or (ou en tuant la personne avec) marquent 6. Le gagnant est le premier à marquer 100 points ou le plus grand nombre de points dans le délai imparti.
- Bond Evasion: Il y a deux équipes, le MI6 et l'organisation. Un joueur de l'équipe du MI6 est désigné aléatoirement comme Bond, et donc comme VIP. Le MI6 remporte la manche si Bond peut atteindre le point de fuite, ou si toute l'organisation est éliminée. L'Organisation gagne si Bond ne peut pas s'échapper dans le délai imparti ou s'il décède.
- Contrôle de territoire: match de base d'une équipe devant contrôler un point pour gagner des points pour son équipe.
- Classique: les joueurs commencent avec un GF 18 A (Glock 18). Les armes et les explosifs sont générés autour du niveau pour qu'ils puissent les ramasser.

Lorsque vous jouez en multijoueur, les crédits sont gagnés en fonction du nombre de points acquis. Ceux-ci sont utilisés, au format monétaire, pour acheter d'autres améliorations et mises à niveau. Ceux-ci peuvent être dépensés pour débloquer de nouvelles armes, des explosifs, des gadgets (comme une meilleure santé ou une meilleure précision) et des accessoires pour les armes. Les améliorations peuvent être accumulées dans n'importe quel ordre, plutôt que dans un ordre défini, et sont capables de s'empiler. [6]

#### Wii
- Conflit: c'est un match à mort. Jusqu'à quatre joueurs s'affrontent pour marquer autant de victimes que possible en un nombre de minutes sélectionnable.
- Rush: Ceci est une mission de match à mort . Tous les joueurs (jusqu'à quatre) sont les uns contre les autres et se voient assigner certaines missions à accomplir en un nombre de minutes sélectionnable.
- Conflit d'équipe: Le but est d'obtenir le plus de victimes pour l'équipe de joueurs (Organisation contre MI-6). Les équipes peuvent être constituées de n'importe quelle manière (3 vs 1, 2 vs 2, 4 vs 0, dans un match à quatre joueurs). Il y a un délai de 15 minutes.
- Team Rush: Ceci est un jeu en équipe. Le but est de faire des missions spécifiques avant l'autre équipe, tout en restant en vie. 15 minutes est la limite de temps.

Le système de classement de la Wii est le même que celui de Mario Kart Wii en ligne. Les joueurs commencent à 5000 points et peuvent gagner ou perdre des points selon la façon dont ils ont joué. Les 5000 points sont séparés pour chaque mode de jeu, par exemple, Un joueur peut avoir 5350 points en Conflit et 5000 points en Rush ou Team Rush.

## Accueil
007: Quantum of Solace reçoit des avis mitigés de la part de la critique spécialisée. En l’occurrence, les sites d’agrégateurs de note GameRankings et Metacritic recensent respectivement une moyenne de 76,50 % et 73/100 pour la version PlayStation 2 du jeu. La version Xbox 360 obtient un score de 68,73 % et 65/100, la version sous Windows récolte un score de 68,50 % et 70/100, la version PlayStation 3 atteint 67,17 % et 65/100, la version Nintendo DS concède une moyenne de 63,00 % et 65/100, tandis que la version Wii obtient une note de 54,55 % et 54/100.